# Руська Коса
Руська Ко́са (рос. Русская Коса) — присілок в Кізнерському районі Удмуртії, Росія.
Населення становить 206 осіб (2010, 284 у 2002).
Національний склад (2002):
- росіяни — 54 %
- удмурти — 46 %

Урбаноніми:
- вулиці — Джерельна, Зарічна, Молодіжна, Центральна, Шкільна